# A&R
In de muziekindustrie is A&R (Artist and Repertoire) de afdeling van een platenmaatschappij die op zoek gaat naar nieuw talent (een artiest of band) en de muzikanten in hun artistieke ontwikkeling begeleidt. 

## Verantwoordelijkheden
Het is de verantwoordelijkheid van de afdeling A&R muzikanten te ontdekken en hen vervolgens naar de platenstudio te halen. Degenen die daar werkzaam zijn, moeten de smaak van het publiek goed kennen en in staat zijn artiesten te vinden die naar verwachting commercieel succesvol zullen zijn.
De leidinggevende van deze afdeling heeft de bevoegdheid een platencontract aan te bieden, vaak een kort, informeel document waarin de zakelijke relatie tussen de artiest en de platenmaatschappij is vastgelegd. Platenbazen laten zich voornamelijk leiden door mond-tot-mondreclame, de mening van recensenten en eigen contacten. Anders dan vaak wordt aangenomen, is hun besluit zelden gebaseerd op demo's die muzikanten hen ongevraagd toezenden.
De afdeling A&R overziet voorts het opnameproces. De afdeling helpt artiesten bij het vinden van een muziekproducent, regelt het tijdschema voor de opnamen in een muziekstudio en adviseert artiesten over alle aspecten van een kwalitatief goede opname. De afdeling werkt samen met de artiest in de keuze van het repertoire dat voor opname geschikt is. Artiesten die niet hun eigen muziek schrijven, worden bovendien geholpen met het vinden van liedjes en songwriters. De afdeling onderhoudt hierbij contacten met muziekuitgeverijen om aan nieuwe liedjes en materiaal te komen. Belangrijk is ook of het muziekalbum een single bevat: een nummer waarmee op de radio voor het album reclame kan worden gemaakt. Zodra het album klaar is, kiest de afdeling A&R tezamen met (onder meer) de afdeling Marketing en de artiest een single uit om het album aan de man te brengen.
Sommige talentenjagers hebben het gezicht van de moderne muziek sterk veranderd. John H. Hammond, bijvoorbeeld, heeft in zijn carrière artiesten ontdekt als Billie Holiday, Bob Dylan, Bruce Springsteen en Aretha Franklin. Een bekend A&R-manager uit België is Firmin Michiels.